# Mantispa cordieri
Mantispa cordieri is een insect uit de familie van de Mantispidae, die tot de orde netvleugeligen (Neuroptera) behoort. 
Mantispa cordieri is voor het eerst wetenschappelijk beschreven door Navás in 1933.